# Maxi Priest

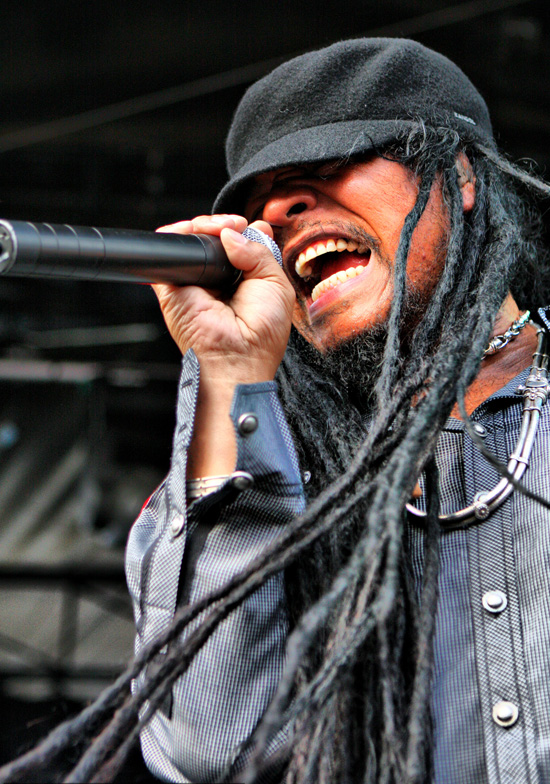
Maxi Priest (2011)

Maxi Priest, bürgerlich Max Alfred Elliott (* 10. Juni 1961 in London, England, Vereinigtes Königreich), ist ein britischer Reggaesänger und -songwriter.

## Leben
Die Familie von Priest emigrierte nach dem Zweiten Weltkrieg von Jamaika nach London. Dort wurde Maxi Priest als zweitjüngstes von neun Kindern geboren. Seine Familie war in der Pfingstbewegung aktiv. Priest selbst konvertierte später zu den Rastafari und nannte sich fortan Maxi Priest.
Priest arbeitete zunächst als Zimmermann, bevor er in der Reggae-Szene Londons Fuß fasste. Sein Debütalbum You’re Safe erschien Mitte 1985.
Sein im Herbst 1987 erschienenes drittes Album Maxi Priest brachte ihm den endgültigen Durchbruch. Besonders die im Reggae-Sound aufgenommenen Coverversionen Some Guys Have All the Luck (Robert Palmer) und Wild World (Cat Stevens) wurden in England und den USA zu kleineren Hits.
Das nachfolgende Album Bonafide erschien Mitte 1990 und wurde sein größter Erfolg. Die Single Close to You (komponiert vom Singer-Songwriter Gary Benson) erreichte Platz 1 in den USA sowie die Top Ten in UK und Deutschland. Priest arbeitete während seiner ganzen Karriere oft und gerne mit anderen Künstlern zusammen, unter anderem mit Sly & Robbie, Beres Hammond und Apache Indian. Die Duett-Singles Set the Night to Music (1991) mit Roberta Flack, Housecall (1991) mit Shabba Ranks und That Girl (1996) mit Shaggy wurden zu Top-20-Hits.
Der Erfolg von Maxi Priest nahm ab Mitte der 1990er Jahre allerdings immer mehr ab. Seine letzten beiden Alben CombiNation (1999) und 2 the Max (2005) wurden nur noch spärlich verkauft.
Priests Musik weist neben Reggae- auch Pop- und R&B-Elemente auf. Seine Fans gaben ihm den Spitznamen „King of Lovers Rock“.

## Diskografie

### Studioalben
| Jahr | Titel                     | Höchstplatzierung, Gesamtwochen, AuszeichnungChartplatzierungen (Jahr, Titel, Platzierungen, Wochen, Auszeichnungen, Anmerkungen) | Höchstplatzierung, Gesamtwochen, AuszeichnungChartplatzierungen (Jahr, Titel, Platzierungen, Wochen, Auszeichnungen, Anmerkungen) | Höchstplatzierung, Gesamtwochen, AuszeichnungChartplatzierungen (Jahr, Titel, Platzierungen, Wochen, Auszeichnungen, Anmerkungen) | Höchstplatzierung, Gesamtwochen, AuszeichnungChartplatzierungen (Jahr, Titel, Platzierungen, Wochen, Auszeichnungen, Anmerkungen) | Höchstplatzierung, Gesamtwochen, AuszeichnungChartplatzierungen (Jahr, Titel, Platzierungen, Wochen, Auszeichnungen, Anmerkungen) | Anmerkungen                              |
| Jahr | Titel                     | DE | AT | CH | UK | US | Anmerkungen                              |
| ---- | ------------------------- | --- | --- | --- | --- | --- | ---------------------------------------- |
| 1986 | Intentions                | — | — | — | UK96 (1 Wo.)UK | — | Erstveröffentlichung: 24. November 1986  |
| 1987 | Maxi                      | — | — | — | UK25 Gold · (15 Wo.)UK | US108 (17 Wo.)US | Erstveröffentlichung: 23. November 1987  |
| 1990 | Bonafide                  | DE32 (12 Wo.)DE | AT25 (4 Wo.)AT | — | UK11 Gold · (13 Wo.)UK | US47 Gold · (37 Wo.)US | Erstveröffentlichung: 22. Mai 1990       |
| 1991 | Fe Real                   | — | — | — | UK60 (1 Wo.)UK | US191 (1 Wo.)US | Erstveröffentlichung: 28. Oktober 1991   |
| 1996 | Man with the Fun          | — | — | CH48 (1 Wo.)CH | — | US108 (10 Wo.)US | Erstveröffentlichung: 3. Juli 1996       |
| 2019 | It All Comes Back to Love | — | — | — | — | — | Erstveröffentlichung: 20. September 2019 |

Weitere Studioalben
- 1985: You’re Safe
- 1999: CombiNation
- 2005: 2 the Max
- 2007: Refused
- 2011: Time of the Year

### Kompilationen
| Jahr | Titel      | Höchstplatzierung, Gesamtwochen, AuszeichnungChartplatzierungen (Jahr, Titel, Platzierungen, Wochen, Auszeichnungen, Anmerkungen) | Höchstplatzierung, Gesamtwochen, AuszeichnungChartplatzierungen (Jahr, Titel, Platzierungen, Wochen, Auszeichnungen, Anmerkungen) | Höchstplatzierung, Gesamtwochen, AuszeichnungChartplatzierungen (Jahr, Titel, Platzierungen, Wochen, Auszeichnungen, Anmerkungen) | Höchstplatzierung, Gesamtwochen, AuszeichnungChartplatzierungen (Jahr, Titel, Platzierungen, Wochen, Auszeichnungen, Anmerkungen) | Höchstplatzierung, Gesamtwochen, AuszeichnungChartplatzierungen (Jahr, Titel, Platzierungen, Wochen, Auszeichnungen, Anmerkungen) | Anmerkungen                             |
| Jahr | Titel      | DE | AT | CH | UK | US | Anmerkungen                             |
| ---- | ---------- | --- | --- | --- | --- | --- | --------------------------------------- |
| 1991 | Best of Me | — | — | — | UK23 Gold · (5 Wo.)UK | US189 (2 Wo.)US | Erstveröffentlichung: 12. November 1991 |

Weitere Kompilationen
- 2003: A Collection
- 2008: The Best Of
- 2012: Maximum Collection

### EPs
- 1991: The Maxi Priest EP (nur in Japan)
- 2008: Island Remixes EP

### Singles
| Jahr | Titel Album                               | Höchstplatzierung, Gesamtwochen, AuszeichnungChartplatzierungen (Jahr, Titel, Album, Platzierungen, Wochen, Auszeichnungen, Anmerkungen) | Höchstplatzierung, Gesamtwochen, AuszeichnungChartplatzierungen (Jahr, Titel, Album, Platzierungen, Wochen, Auszeichnungen, Anmerkungen) | Höchstplatzierung, Gesamtwochen, AuszeichnungChartplatzierungen (Jahr, Titel, Album, Platzierungen, Wochen, Auszeichnungen, Anmerkungen) | Höchstplatzierung, Gesamtwochen, AuszeichnungChartplatzierungen (Jahr, Titel, Album, Platzierungen, Wochen, Auszeichnungen, Anmerkungen) | Höchstplatzierung, Gesamtwochen, AuszeichnungChartplatzierungen (Jahr, Titel, Album, Platzierungen, Wochen, Auszeichnungen, Anmerkungen) | Anmerkungen                                             |
| Jahr | Titel Album                               | DE | AT | CH | UK | US | Anmerkungen                                             |
| ---- | ----------------------------------------- | --- | --- | --- | --- | --- | ------------------------------------------------------- |
| 1985 | In the Springtime You’re Safe             | — | — | — | UK54 (3 Wo.)UK | — | Erstveröffentlichung: Mai 1985                          |
| 1986 | Strollin’ On Intentions                   | — | — | — | UK32 (9 Wo.)UK | — | Erstveröffentlichung: März 1986                         |
| 1986 | Crazy Love Intentions                     | — | — | — | UK67 (5 Wo.)UK | — | Erstveröffentlichung: Oktober 1986                      |
| 1987 | Let Me Know Intentions                    | — | — | — | UK49 (4 Wo.)UK | — | Erstveröffentlichung: März 1987                         |
| 1987 | Woman in You Intentions                   | — | — | — | — | — | Erstveröffentlichung: Juni 1987                         |
| 1987 | Some Guys Have All the Luck Maxi          | — | — | — | UK12 (12 Wo.)UK | — | Erstveröffentlichung: Oktober 1987                      |
| 1988 | How Can We Ease the Pain? Maxi            | — | — | — | UK41 (6 Wo.)UK | — | Erstveröffentlichung: Februar 1988 feat. Beres Hammond  |
| 1988 | Wild World Maxi                           | — | — | — | UK5 (9 Wo.)UK | US25 (18 Wo.)US | Erstveröffentlichung: Mai 1988                          |
| 1988 | Goodbye to Love Again Maxi                | — | — | — | UK57 (3 Wo.)UK | — | Erstveröffentlichung: August 1988                       |
| 1990 | Close to You Bonafide                     | DE4 (31 Wo.)DE | AT8 (14 Wo.)AT | CH10 (10 Wo.)CH | UK7 (10 Wo.)UK | US1 Gold · (30 Wo.)US | Erstveröffentlichung: 28. Mai 1990                      |
| 1990 | Peace Throughout the World Bonafide       | — | — | — | UK41 (4 Wo.)UK | — | Erstveröffentlichung: August 1990 feat. Jazzie B        |
| 1990 | Human Work of Art Bonafide                | DE58 (7 Wo.)DE | — | — | UK71 (4 Wo.)UK | — | Erstveröffentlichung: November 1990                     |
| 1991 | Just a Little Bit Longer Bonafide         | — | — | — | UK62 (3 Wo.)UK | US62 (11 Wo.)US | Erstveröffentlichung: September 1991                    |
| 1992 | Groovin’ in the Midnight Fe Real          | — | — | — | UK50 (2 Wo.)UK | US63 (8 Wo.)US | Erstveröffentlichung: September 1992                    |
| 1992 | Just Wanna Know Fe Real                   | — | — | — | UK33 (3 Wo.)UK | — | Erstveröffentlichung: November 1992 feat. Apache Indian |
| 1993 | One More Chance Fe Real                   | — | — | — | UK40 (3 Wo.)UK | — | Erstveröffentlichung: März 1993                         |
| 1996 | That Girl Man with the Fun                | DE52 (16 Wo.)DE | AT29 (3 Wo.)AT | CH29 (14 Wo.)CH | UK15 (7 Wo.)UK | US20 (20 Wo.)US | Erstveröffentlichung: Juni 1996 feat. Shaggy            |
| 1996 | Watching the World Go By Man with the Fun | DE97 (1 Wo.)DE | — | — | UK36 (2 Wo.)UK | — | Erstveröffentlichung: September 1996                    |

### Als Gastmusiker
| Jahr | Titel Album               | Höchstplatzierung, Gesamtwochen, AuszeichnungChartplatzierungen (Jahr, Titel, Album, Platzierungen, Wochen, Auszeichnungen, Anmerkungen) | Höchstplatzierung, Gesamtwochen, AuszeichnungChartplatzierungen (Jahr, Titel, Album, Platzierungen, Wochen, Auszeichnungen, Anmerkungen) | Höchstplatzierung, Gesamtwochen, AuszeichnungChartplatzierungen (Jahr, Titel, Album, Platzierungen, Wochen, Auszeichnungen, Anmerkungen) | Höchstplatzierung, Gesamtwochen, AuszeichnungChartplatzierungen (Jahr, Titel, Album, Platzierungen, Wochen, Auszeichnungen, Anmerkungen) | Höchstplatzierung, Gesamtwochen, AuszeichnungChartplatzierungen (Jahr, Titel, Album, Platzierungen, Wochen, Auszeichnungen, Anmerkungen) | Anmerkungen                                                          |
| Jahr | Titel Album               | DE | AT | CH | UK | US | Anmerkungen                                                          |
| ---- | ------------------------- | --- | --- | --- | --- | --- | -------------------------------------------------------------------- |
| 1991 | Housecall As Raw as Ever  | — | — | — | UK8 (15 Wo.)UK | US37 (15 Wo.)US | Erstveröffentlichung: August 1991 Shabba Ranks feat. Maxi Priest     |
| 1991 | Set the Night to Music    | — | — | — | — | US6 (20 Wo.)US | Erstveröffentlichung: September 1991 Roberta Flack feat. Maxi Priest |
| 1993 | Waiting in Vain Wes Bound | — | — | — | UK65 (2 Wo.)UK | — | Erstveröffentlichung: Juli 1993 Lee Ritenour feat. Maxi Priest       |

## Auszeichnungen für Musikverkäufe
| Goldene Schallplatte - Australien - 1990: für die Single Close To You - 1996: für die Single That Girl - Japan - 1997: für das Album Man with the Fun - Neuseeland - 1991: für die Single Close To You - Schweden - 1990: für die Single Close To You | Platin-Schallplatte - Neuseeland - 1996: für die Single That Girl |

Anmerkung: Auszeichnungen in Ländern aus den Charttabellen bzw. Chartboxen sind in ebendiesen zu finden.
| Land/RegionAuszeichnungen für Musikverkäufe (Land/Region, Auszeichnungen, Verkäufe, Quellen) | Gold       | Platin  | Verkäufe  | Quellen              |
| -------------------------------------------------------------------------------------------- | ---------- | ------- | --------- | -------------------- |
| Australien (ARIA)                                                                            | 2× Gold2   | —       | 70.000    | aria.com.au          |
| Japan (RIAJ)                                                                                 | Gold1      | —       | 100.000   | riaj.or.jp           |
| Neuseeland (RMNZ)                                                                            | Gold1      | Platin1 | 15.000    | Einzelnachweise      |
| Schweden (IFPI)                                                                              | Gold1      | —       | 25.000    | sverigetopplistan.se |
| Vereinigte Staaten (RIAA)                                                                    | 2× Gold2   | —       | 1.000.000 | riaa.com             |
| Vereinigtes Königreich (BPI)                                                                 | 3× Gold3   | —       | 300.000   | bpi.co.uk            |
| Insgesamt                                                                                    | 10× Gold10 | Platin1 |           |                      |